# 아비뇽 연극제

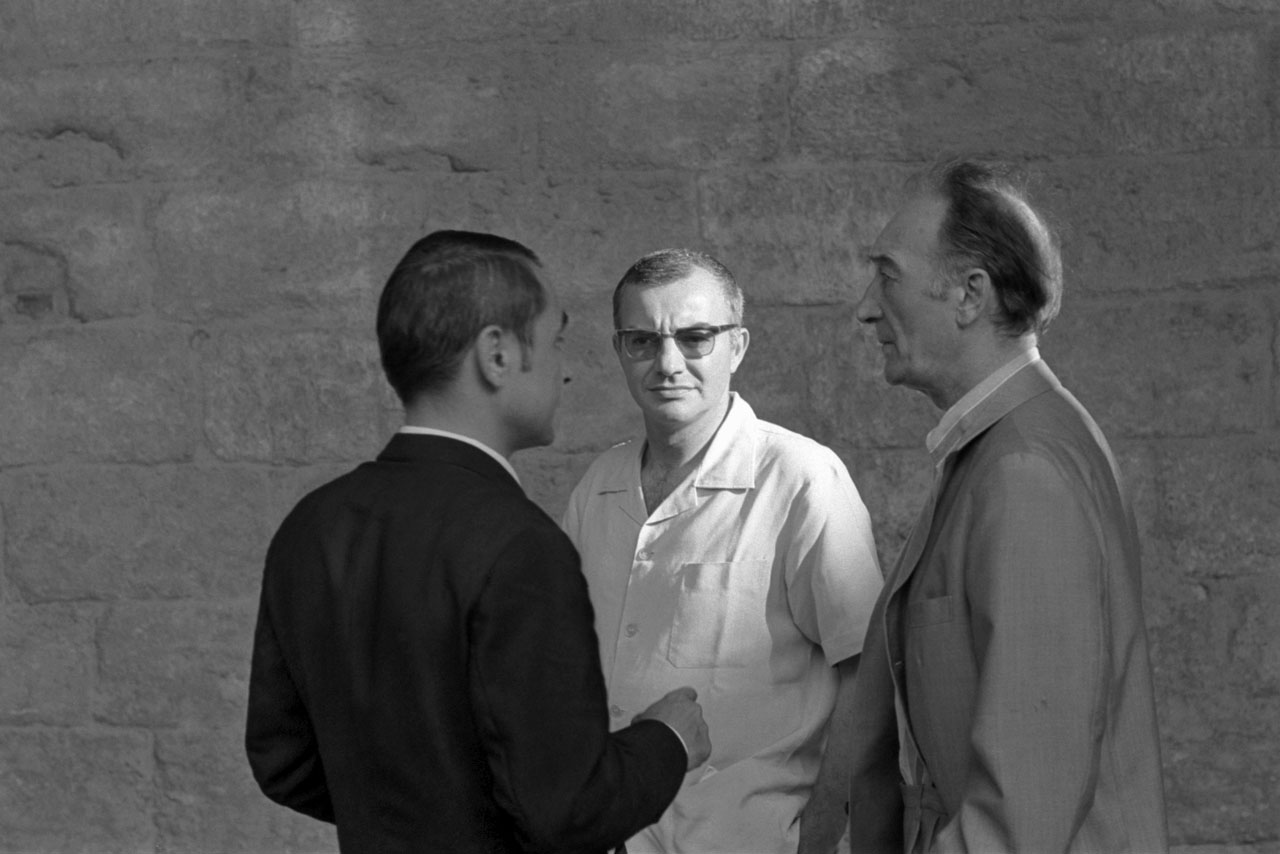

아비뇽 연극제(프랑스어: Festival d'Avignon)는 남부 프랑스 보클뤼즈에 속한 코뮌인 아비뇽 광장에서 매년 7월에 열리는 세계적인 연극제이다. 1947년 장 빌라르(Jean Vilar)가 설립한 이 축제는 프랑스에서 가장 오래된 축제이며 그 규모 또한 전 세계적으로 가장 큰 축에 속한다.. 아비뇽 연극제에는 "In" 부문과 "Off" 부문이 있다
2008년 아비뇽 연극제에서는 950여 개의 작품이 선을 보였다.
장 빌라르는 그의 첫 번째 작품인 대성당의 살인(Murder in the Cathedral)에 대하여 예술 비평가이자 수집가인 크리스티앙 제르보스(Christian Zervos)와 르네 샤르(René Char)에 의해 초대 받았다. 그들은 장 빌라르에게 교황청 안뜰 야외무대에서 공연을 해보라는 제안을 했다. 그는 처음에 자신의 공연이 야외무대에 어울리지 않는다고 생각하여 요청을 거절했다. 하지만 곧 그는 세가지 공연을 제시했는데, 그것은 셰익스피어의 <리쳐드 2세>(Richard Ⅱ)와 모리스 클라벨(Maurice Clavel)의 <한낮의 테라스>(La Terrasse de Midi), 폴 클로델(Paul Claudel)의 <토비트와 사라>(Tobie et Sara)였다. 그렇게 해서 최초의 아비뇽 연극제는 1947년 9월에 개최될 수 있었다. 이 공연이 큰 호응을 얻어 이후 축제가 계속 열리게 되었다.

## 같이 보기
- 아비뇽